# Copiapoa fiedleriana
Copiapoa fiedleriana es una especie de planta suculenta perteneciente al género Copiapoa, dentro de la familia Cactaceae. Es endémica de Chile (concretamente desde el sudoeste de Antofagasta hasta el noroeste de Coquimbo).

## Descripción
Copiapoa fiedleriana es una especie de cactus que puede crecer tanto individualmente como en grupos, formando densos cojines o montículos. Los tallos son de color gris verdoso, su forma va de globosa a cilíndrica corta y miden de 5 a 10 cm de largo y diámetro. Tienen el ápice con lana gris y sus raíces son grandes, largas y carnosas. 
Presentan de 15 a 20 costillas bien pronunciadas, ligeramente comprimidas lateralmente, algo crenadas (con muescas) y divididas en tubérculos. Sobre ellas se asientan areolas grises algo hundidas, de forma redonda a ovalada, de 0,4 a 0,7 cm de largo y separadas unas de otras hasta 2 cm. Tienen espinas en su mayoría rectas, gruesas y aciculares, que aunque inicialmente son de color negras a pardas, se vuelven grises con el tiempo. Entre ellas, aunque generalmente están ausentes, se distinguen de 1 a 4 espinas centrales rectas y rígidas, de hasta 3 cm de largo. También hay de 4 a 8 espinas radiales rígidas, de forma recta a ligeramente curvada y de 1 a 1,5 cm de largo.
Las flores son estrechas y de color amarillo. Tienen forma de embudo y miden de 2,5 a 3 cm de largo. Tienen las piezas externas del perianto con la punta de color rojo o con una franja central rojiza en la parte superior. Las brácteas son escamosas, escasas y de color rojizo, y las axilas están desnudas.

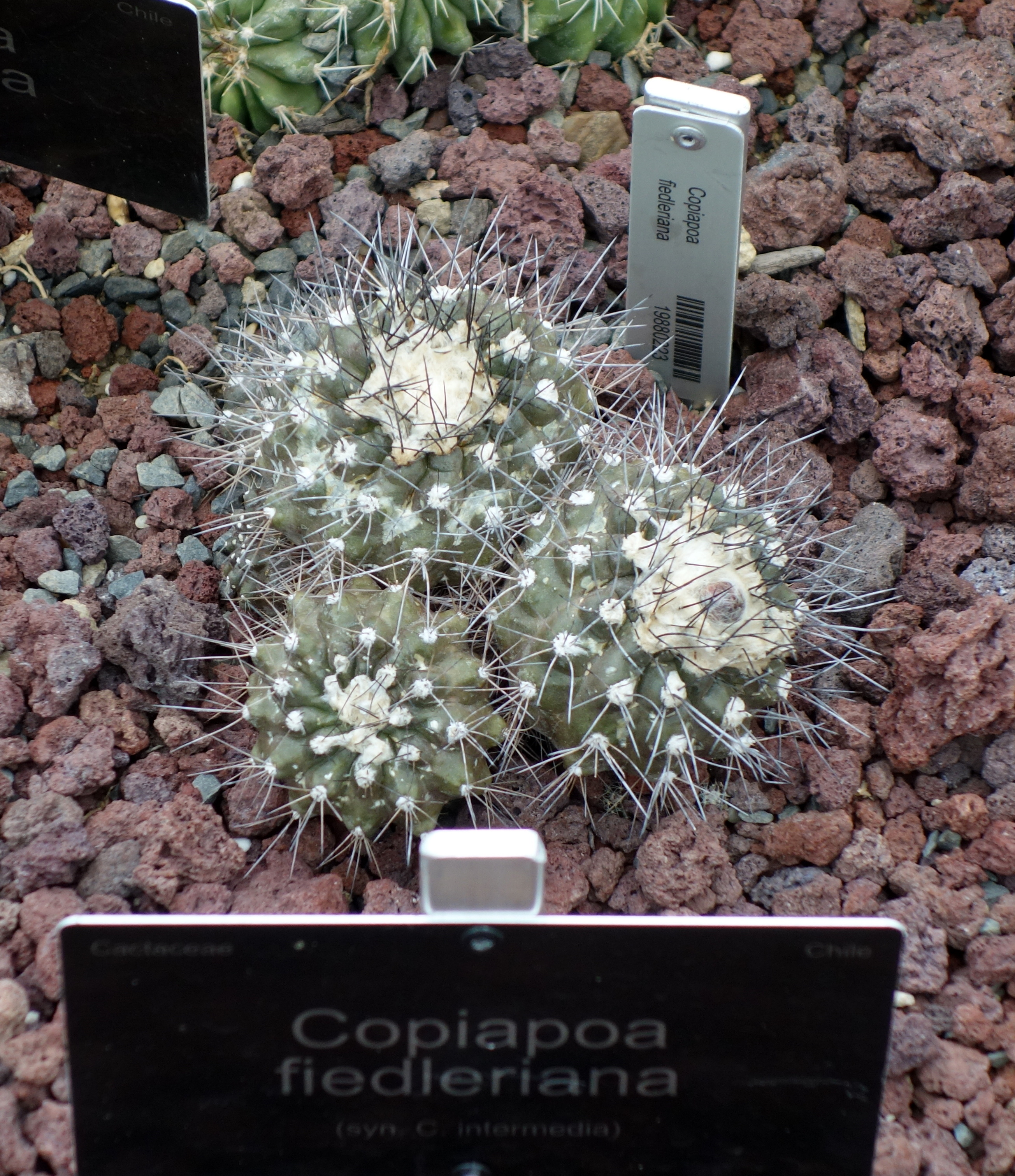
Vista de la planta

Los frutos tienen forma globosa, son de color verdoso y tienen forma ovoide. Miden de 1 a 1,5 cm de diámetro y tienen pequeñas escamas rojizas cerca del ápice. En su interior contienen semillas de 1,5 mm de largo.

## Distribución y hábitat
El área de distribución nativa de esta especie es Chile (concretamente desde el sudoeste de Antofagasta hasta el noroeste de Coquimbo) y crece principalmente en biomas desérticos o de matorrales secos. 
Se desarrolla sobre terrazas litorales y laderas de cerros con suelos rocosos, a elevaciones de 0 a 600 metros sobre el nivel del mar.

## Taxonomía
La primera descripción de esta especie fue como Echinocactus fiedlerianus, publicada en 1903 por el botánico alemán Karl Moritz Schumann en la revista ilustrada Gesamtbeschreibung der Kakteen 1: 121.
Posteriormente, el botánico alemán Curt Backeberg colocó la especie en el género Copiapoa, pasando a llamarse Copiapoa fiedleriana y anotando estos cambios en el libro Kaktus-ABC: 280 en el año 1936.

Etimología
- Copiapoa: nombre genérico que hace referencia a la ciudad chilena de Copiapó, ubicada en el desierto de Atacama, lugar donde se encuentran la mayoría de las especies de este género.
- fiedleriana: epíteto específico otorgado en honor al maestro carpintero alemán y amante de los cactus Rudolf Fiedler de Berlín.[6]

Sinonimia
- Copiapoa coquimbana subsp. vallenarensis (F.Ritter) Doweld (2001 publ. 2002)
- Copiapoa coquimbana var. fiedleriana (K.Schum.) A.E.Hoffm. (1989)
- Copiapoa coquimbana var. vallenarensis (F.Ritter) A.E.Hoffm. (1989)
- Copiapoa echinata F.Ritter (1959)
- Copiapoa echinata var. pulla F.Ritter (1980)
- Copiapoa echinata f. pulla F.Ritter  (1980)
- Copiapoa megarhiza var. echinata (F.Ritter) A.E.Hoffm. (1989)
- Copiapoa megarhiza subsp. echinata (F.Ritter) Doweld (2001 publ. 2002)
- Copiapoa pepiniana var. fiedleriana (K.Schum.) Backeb. (1959)
- Copiapoa vallenarensis F.Ritter (1980)
- Echinocactus fiedlerianus K.Schum. (1903)

## Estado de conservación
En la Lista Roja de Especies Amenazadas de la UICN, la especie está clasificada como “Vulnerable (VU)”.
Las principales amenazas que sufre la especie se deben al deterioro del hábitat por efecto de la disminución en las precipitaciones por el cambio climático, la recolección ilegal para las colecciones internacionales, la minería, la construcción de caminos y la urbanización en la costa.

## Usos

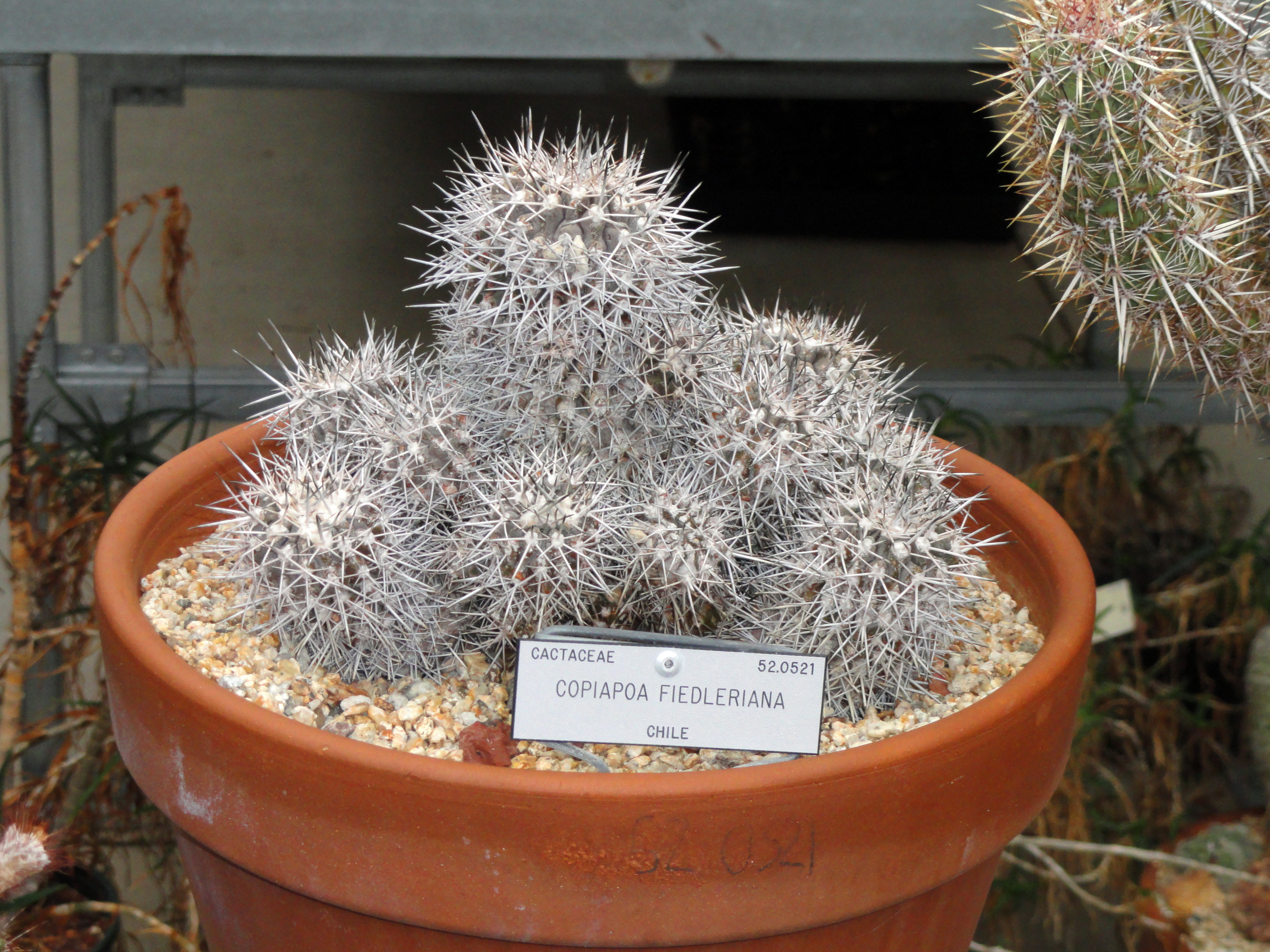
Cultivo en maceta

Se cultiva principalmente como planta ornamental y su propagación se realiza a través de esquejes o semillas.